# Rogério Ceron
Rogério Ceron de Oliveira (3 de fevereiro de 1981) é um economista e auditor fiscal brasileiro. É o atual Secretário do Tesouro Nacional do Ministério da Fazenda do Brasil. 

## Biografia

### Formação acadêmica
Ceron graduou-se em Economia pelo Instituto de Economia da Universidade Estadual de Campinas (Unicamp) em 2005. Em 2012, obteve seu mestrado em Economia pela Unicamp, ao defender a dissertação Evolução das finanças municipais: o caso da cidade de São Paulo - 1995 a 2010, sob orientação de Francisco Lopreato. Em 2021, obteve seu doutorado em Administração Pública e Governo pela Fundação Getúlio Vargas (FGV), ao defender a tese Regras fiscais, resiliência financeira e fatores políticos no enfrentamento de crises econômicas: o caso dos estados na recente crise econômica e fiscal (2014-2018), sob orientação de Ciro Biderman. 

### Atuação
Em 2007, iniciou seu trabalho na secretaria de Finanças da Prefeitura Municipal de São Paulo como auditor fiscal tributário municipal concursado. Na secretaria, passou pela área de Assessoria Econômica e chegou à chefia da unidade em 2010. De 2011 a 2014, foi subsecretário do Tesouro Municipal, e, em janeiro de 2015, assumiu o cargo de secretário-adjunto da pasta - cargo em que permaneceu até julho do mesmo ano.
Em agosto de 2015, assumiu o cargo de Secretário Municipal de Finanças e Desenvolvimento Econômico de São Paulo, na gestão do então prefeito Fernando Haddad, onde permaneceu até o fim de 2016. Foi um dos responsáveis pela obtenção do grau de investimento da cidade, dado pela agência Fitch Ratings em 2015.
Em junho de 2017, foi nomeado secretário-adjunto da Secretaria da Fazenda do Estado de São Paulo na gestão de Geraldo Alckmin. Em 2018, retornou à administração municipal de São Paulo como secretário-adjunto de Desestatização e Parcerias, na gestão de Bruno Covas.
No final de 2018, ainda na gestão Covas, foi nomeado diretor-presidente da São Paulo Parcerias, companhia responsável pela estruturação de concessões, parcerias público-privadas (PPPs) e alienações de ativos na Prefeitura de São Paulo. 
Em janeiro de 2023, foi nomeado para o cargo de secretário do Tesouro Nacional, após indicação feita pelo ministro da Fazenda, Fernando Haddad.

#### Secretário do Tesouro Nacional
No 1º trimestre de 2023, chefiou a preparação técnica da regra fiscal apresentada pelo Ministério da Fazenda em março para substituir o teto de gastos promulgado em 2016.